# Издательство Торонтского университета
Издательство Торонтского университета (англ. University of Toronto Press, UTP) — ведущее в Канаде научное издательство и одно из крупнейших в Северной Америке. Основано в 1901 году.
Издательство выпустило работы Нотропа Фрая, Робертсона Дэвиса, Гарольда Адамса Инниса, Маршалла Маклюэна, Марк Кингуэлла, Лестера Пирсона, Джорджа Эллиотта Кларка, Юлии Кристевой, Юсуфа Карша, Бернарда Лонергана, Умберто Эко. В издательстве вышли такие наиболее важных из когда-либо издававшихся в Канаде книг как «Галактика Гутенберга», «Предвзятость в коммуникации»,«Мозаичная вертикаль», «Исторический атлас Канады», «Словарь биографий знаменитых канадцев» и «История книги в Канаде».
В 2008 году Издательство Торонтского университета и Школа менеджмента Ротмана запустили совместный импринт — Rotman-UTP Publishing, который нацелен на выпуск учебных и научных работ по экономики и предпринимательской деятельности для профессоров и студентов. В том же году в издательства были приобретены несколько книжных списков по общественным наукам Broadview Press.
В 2011 году был начат выпуск электронных книг.